# Katherine Clark
Katherine Marlea Clark (New Haven, Connecticut; 17 de julio de 1963) es una abogada y política estadounidense que desde 2013 se desempeña como representante de los Estados Unidos por el 5.º distrito congresional de Massachusetts. Desde 2021, ejerce como asistente del presidente de la Cámara, bajo la presidencia de Nancy Pelosi. Entre 2019 y 2021, sirvió como vicepresidenta del Caucus Demócrata. Formó parte del Senado de Massachusetts entre 2011 y 2013, y de la cámara baja del mismo estado entre 2008 y 2011. 

## Primeros años, educación y carrera
Nació en New Haven, Connecticut, el 17 de julio de 1963. Estudió en la Universidad de San Lawrence, en la Facultad de Derecho de Cornell y en la Escuela Harvard Kennedy.
Trabajó como abogada en Chicago y como secretaria del juez Alfred A. Arraj, en Colorado. En 1995, se mudó a Massachusetts y se convirtió en consejera de la Oficina de Servicios de cuidado infantil del estado.
Entre 2001 y 2007, participó en la Junta Escolar de la ciudad de Melrose, jurisdicción que forma parte del distrito que actualmente representa.

### Legislatura de Massachusetts

#### Cámara de Representantes de Massachusetts
En 2006, decidió postularse para la Cámara de Representantes de Massachusetts cuando el entonces titular, Mike Festa aspiraba la nominación para convertirse en fiscal de distrito, pero se retiró cuando Festa abandonó la candidatura.[cita requerida]
En 2007, Festa renunció a su escaño para desempeñar el cargo de secretario de Asuntos de Mayores durante el gobierno estatal de Deval Patrick y Clark buscó su asiento. Ganó las primarias demócratas y más tarde la elección especial a fines de 2007. Asumió el cargo en marzo de 2008 y fue reelecta para un mandato completo el mismo año.

#### Senado de Massachusetts
En 2010, el senador estatal Richard Tisei, decidió postularse para vicegobernador de Massachusetts. En consecuencia, Clark se postuló para ocupar su escaño. Ganó las primarias demócratas ante el abogado Michael S. Day y las elecciones generales ante el republicano Craig Spadafora.
Permaneció en el cargo hasta 2013, cuando fue elegida para la Cámara de Representantes de los Estados Unidos.

## Cámara de Representantes de los Estados Unidos

#### Elección especial de 2013
A principios de 2013, Barack Obama nominó al senador por Massachusetts, John Kerry, como secretario de Estado, y según la ley de Massachusetts, el gobernador del mismo tenía la facultad de designar a alguien para llenar la vacante. El entonces gobernador Devan Patrick, nominó a Mo Cowan como senador. Este último no participó en la elección especial de 2013, y el representante Ed Markey decidió buscar la nominación demócrata. A raíz de esto, Clark buscó el escaño que dejaría Markey en la Cámara.
Ganó las primarias demócratas con el 32 % de los votos, y la elección especial con el66 %, derrotando al republicano Frank Addivinola el 10 de diciembre de 2013.

#### Vicepresidente del Caucus Demócrata
En 2018, derrotó al representante por California, Pete Aguilar, para ocupar el cargo de vicepresidente del Caucus Demócrata, en sucesión de Linda Sánchez.

#### Asistente del presidente de la Cámara
Luego de una votación dentro del Caucus de 135 a 92, derrotó a David Cicilline, como asistente de la presidenta de la Cámara, Nancy Pelosi.

### Asignaciones de Comité[16]
En el 117.º Congreso, sirve en los siguientes comités:
- Comité de Apropiaciones
  - Subcomité de Trabajo, Educación, Salud y Servicio Humanos
  - Subcomité de Transporte, Vivienda y Desarrollo Urbano
  - Subcomité del Poder Legislativo.

### Membresías de caucus[16]
| - Caucus de protección animal - Caucus armenio - Caucus de autismo - Caucus de bebés - Grupo de trabajo bicameral sobre Cambio Climático - Caucus de Investigación Biomédica - Grupo de trabajo bipartidsta del Congreso sobre la enfermedad de Alzheimer - Educación técnica y profesional - Caucus americano del Pacífico Asiático del Congreso - Caucus Progresista del Congreso - Caucus de Mujeres del Congreso - Caucus de arándanos | - Caucus de Internet - Caucus helénico - Grupo de trabajo de heroína - Caucus de Igualdad LGBT - Caucus de Medicare para todos - Caucus del Cuerpo de Paz - Caucus de Pre-K - Caucus de Abuso de medicamentos recetados - Caucus de Clima Seguro - Caucus de pequeños cerveceros - Coalición de Energía Sostenible y Medio Ambiente - Comisión de Derechos Humanos Tom Lantos |

## Vida personal
Está casada con Rodney Dowell, juntos viven en Melrose y tienen tres hijos.